# Ascogrammitis athyrioides
Ascogrammitis athyrioides är en stensöteväxtart som först beskrevs av William Jackson Hooker, och fick sitt nu gällande namn av Michael Sundue. Ascogrammitis athyrioides ingår i släktet Ascogrammitis och familjen Polypodiaceae. Inga underarter finns listade.